# Kim Ha-yun

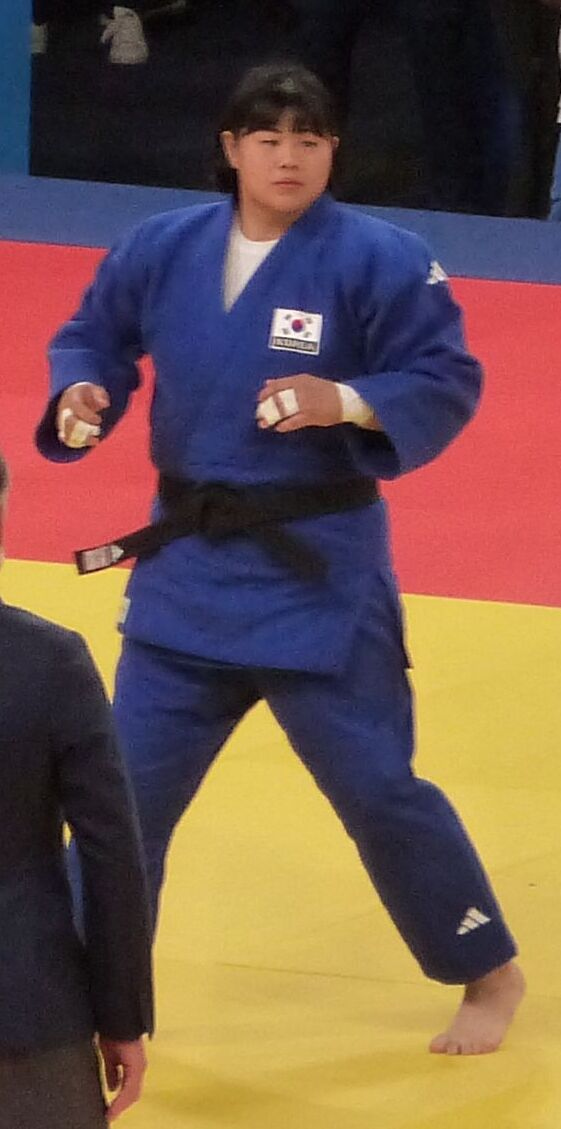
Kim Ha-Yun (2024)

Kim Ha-yun (* 7. Januar 2000 in Busan) ist eine südkoreanische Judoka. Sie war 2024 Weltmeisterschaftsdritte und Olympiadritte und 2025 Weltmeisterin. Bei Asienspielen gewann sie einmal Gold.

## Sportliche Karriere
Kim Ha-yun kämpfte bis 2017 in der Gewichtsklasse über 70 Kilogramm. Sie wurde 2016 Zweite und 2017 Siegerin bei den U18-Asienmeisterschaften. Seit 2018 tritt sie in der Gewichtsklasse über 78 Kilogramm an. 2018 siegte sie bei den U21-Asienmeisterschaften. Bei den Juniorenweltmeisterschaften 2019 verlor sie im Finale gegen die Japanerin Ruri Takahashi.
2022 wurde Kim Dritte bei den Asienmeisterschaften. Bei den Weltmeisterschaften in Taschkent wurde sie Fünfte, nachdem sie im Kampf um Bronze gegen die Japanerin Wakaba Tomita verlor. Anfang 2023 siegte Kim beim Grand-Slam-Turnier in Paris. Drei Monate später unterlag Kim bei den Weltmeisterschaften in Doha im Kampf um Bronze der Brasilianerin Beatriz Souza. Im September 2023 wurden die Asienspiele in Hangzhou nachgeholt. Kim bezwang im Finale die Chinesin Xu Shiyan. Ein halbes Jahr später bei den Weltmeisterschaften in Abu Dhabi verlor Kim im Viertelfinale gegen Wakaba Tomita. Den Kampf um Bronze gewann Kim gegen die Italienerin Asya Tavano. Bei den Olympischen Spielen 2024 in Paris gewann sie die Bronzemedaille im Schwergewicht und mit dem Mixed-Team.